# Drosophila bahunde
Drosophila bahunde este o specie de muște din genul Drosophila, familia Drosophilidae, descrisă de Tsacas în anul 1980.
Este endemică în Zaire. Conform Catalogue of Life specia Drosophila bahunde nu are subspecii cunoscute.